# Chiesa dei Santi Pietro e Paolo (Camposampiero)
La chiesa dei Santi Pietro e Paolo, detta anche solo chiesa di San Pietro, è una parrocchiale di Camposampiero, in provincia di Padova e diocesi di Treviso; è sede del vicariato omonimo, mentre l'altra parrocchia del capoluogo (San Marco) fa parte della diocesi di Padova.

## Storia
L'esistenza della pieve di Camposampiero è attestata a partire dal XII secolo, anche se si narra che già nel I secolo san Prosdocimo avesse fondato in zona un sacello intitolato a san Pietro.
Intorno alla metà del Quattrocento la chiesa fu oggetto di un rimaneggiamento, mentre poi venne rifatta nel XVIII secolo, per essere ulteriormente modificata nell'Ottocento.
Nel 1929 il parroco don Luigi Rostirola prese la decisione di sostituire la vecchia pieve con una nuova chiesa più grande; il progetto fu confermato il 6 gennaio 1930 dal vescovo Andrea Giacinto Longhin.

Così, l'8 settembre del medesimo anno iniziarono i lavori di costruzione dell'erigenda parrocchiale, con la posa solenne della prima pietra alla presenza del vescovo, del podestà e di altre personalità; l'edificio, disegnato da Antonio Beni, venne portato a compimento nel 1940.
Nel 1953, viste le continue infiltrazioni d'acqua, si provvide a ricostruire il tetto; nel 1970 invece l'esterno dell'edificio venne intonacato, mentre tra il 1975 e il 1976 fu posato il nuovo pavimento.
Successivamente, agli inizi degli anni novanta la facciata della chiesa venne rimaneggiata e tra il 2008 e il 2009 furono condotti ulteriori lavori si restauro dell'edificio.

## Descrizione

### Esterno

#### Facciata
La facciata a capanna ha uno stile neoclassico ed è divisa in due piani: al piano inferiore troviamo un portale archivoltato ospitante un portone in legno. Il portale è affiancato da entrambi i lati da una serie di tre colonne, da un elemento ad arco cieco e da altre due colonne.
Il piano superiore ripete la medesima organizzazione del piano inferiore ma il portale è sostituito da una vetrata ad arco risalente agli anni 90, che raffigura i Santi Pietro e Paolo, opera di Lino Dinetto come le vetrate decorate del vicino Santuario della Visione. La facciata è conclusa da un timpano sovrastato da un'alta croce.
Sono presenti due grandi stemmi in pietra. Quello in basso contiene uno scudo con la croce, sovrastato da una conchiglia, simbolo della Diocesi di Treviso
Più in alto è lo stemma di papa Pio XI (morto l'anno prima dell'inaugurazione della chiesa), rappresentante tre sfere nella parte inferiore e un'aquila con le ali aperte nella zona superiore, sormontata dalla tiara con le tre corone e dalle chiavi simbolo del pontificato.
La facciata rimase incompleta, con mattoni a facciavista, fino all'inizio degli anni novanta quando venne rivestita da un marmorino dai colori bianco-giallognoli, steso a cinque mani, che caratterizza l'aspetto attuale della chiesa.

#### Campanile
Il campanile è tuttora quello della vecchia chiesa (1717-1940), per questa ragione esso presenta una posizione ed altezza inusuale rispetto all'attuale edificio.
La sua costruzione è da far risalire agli anni 1725-1730 e, nel tempo, venne decapitato dai fulmini più volte (1794,1824,1833,1845).
Il campanile a base quadrata, s'erge sul basamento a scarpa; la cella presenta su ogni lato una bifora protetta dalla balaustra e coperta dalla cupola poggiante sul tamburo ottagonale.
Le campane vennero totalmente o parzialmente rifuse otto volte fra il 1800 e 1900. L'ultimo concerto risale al 1904 e ad esso, nel 1920,  venne aggiunta una quarta campana fusa con il bronzo dei cannoni austriaci.
Attualmente ospita un concerto di cinque campane in Do3 intonate secondo la scala diatonica maggiore, fuse dalla fonderia Cavadini di Verona nel 1924.
Le campane vennero elettrificate nel 1954.
Dopo l'ultimo restauro, il campanile riprese i colori originari arancione/giallo. Nel restauro vennero conservati la soglia in mattoni disposti a coltello i quali fanno vedere i segni dei numerosi passaggi dei vari campanari negli anni .

#### Parete Sud
La parete ospita l'unica entrata laterale. L'intera struttura, costituiva l'entrata principale della vecchia chiesa (1717-1940) e venne trasferita nell'attuale edificio nel 1940.
Portale e statua della Vergine in pietra sono del 1838. Il portone in legno decorato è del 1730.
La parete sud ospita anche l'ingresso alla sagrestia.

#### Parete Nord
La parete nord non presenta entrate, né opere di rilievo.

### Interno
L'interno dell'edificio si compone di un'unica navata. Le pareti sono scandite da semicolonne sorreggenti la trabeazione sopra la quale s'imposta la volta.
Le pareti laterali presentano sei altari (tre per lato). I primi due altari (dedicati a san Pietro e al Santissimo Crocefisso) sono gli unici fra quelli laterali ad essere stati recuperati dalla vecchia chiesa (1717-1940). Gli altri quattro altari (dedicati alla Madonna di Fatima, al Sacro Cuore, a san Giuseppe e a sant'Antonio) sono di inizio Novecento e sono di uguali fattezze a due a due, cambiando solo il colore dei marmi. Lungo le pareti è anche installata una Via Crucis in legno, opera di Colombo Tollardo. Sulla parete destra è presente l'unica entrata laterale.
Al termine dell'aula si sviluppa il presbiterio, rialzato di quale gradino e chiuso dall'abside di forma semicircolare.

#### Pavimentazione
L'aula presenta un pavimento alla palladiana di marmo in colori bianco e grigio con fasce laterali di color rosso.
Al centro dell'aula è presente un cerchio mosaicato policromo con blasone di papa Pio XII.
Il presbiterio è rivestito da una pavimentazione in marmi romboidali di colore alternato rosso e bianco.

#### Parete destra
A partire dall'entrata principale è possibile trovare:
- altare di San Pietro e fonte battesimale
- confessionale
- altare del Sacro Cuore di Gesù (o del Corpus Christi)
- entrata laterale destra
- altare di Sant'Antonio

##### Altare di San Pietro e Fonte Battesimale

###### Altare di San Pietro
L'altare in stile neoclassico, è costruito come un tempietto greco con colonne corinzie e trabeazione tipicamente classica, la nicchia invece è in stile barocco.
La struttura è costituito da elementi di diversa origine e provenienza.
Statua ed edicola provengono dalla vecchia chiesa (1717-1940).
L'edicola deriva dall'altare dedicato alla Madonna del Carmine, (1834-1867 circa).  La struttura venne successivamente destinata all'altare della Madonna della salute o Nostra Signora del Sacro cuore, (1887-1909 circa), sempre della vecchia chiesa (1717-1940). Nel 1940 l'altare venne trasferito nel nuovo edificio. L'edicola venne dedicata all'altare di San Pietro, mentre la relativa statua della Madonna, ospitata nel vecchio altare, venne trasferita nell'attuale altare della Madonna della salute, ospitato nella parete sinistra.
La statua, acquistata nel 1978, apparteneva all'altare dedicato a San Pietro della vecchia chiesa (1717-1940). 
Con la costruzione del nuovo edificio, nel 1940, l'altare fu venduto alla chiesa dei Santi Felice e Fortunato di Fara vicentino, la statua fu traslata invece nell'altare attuale.
L'altare ospita, sulla sinistra, il busto di monsignor Torresan.

###### Fonte battesimale
Il fonte battesimale, databile fine 1800, è a fusto con un'ampia coppa marmorea bianca intarsiata con conchiglie alternate a decorazioni floreali.
La parte marmorea è sormontata da una cuspide ottagonale in legno dorato con stemmi che riproducono rami d'albero, le insegne episcopali della mitra e del pastorale. La cuspide presenta una croce sulla sommità.

##### Altare del Sacro Cuore di Gesù
L'altare del Sacro Cuore di Gesù (o del Corpus Christi) appartiene alla commissione di tre altari (altare del Sacro Cuore, della Madonna di Fatima e di san Giuseppe) del 1942 ai marmisti Menini di Villarazzo e realizzato per mezzo delle offerte dei soldati di guerra. Le tre relative pale vennero composte su tela dal pittore Teodoro Licini di Padova nel 1944.
L'altare di identiche fattezze di quello della Madonna di Fatima (speculare, nella parete sinistra), se non per i colori dei marmi, è realizzato in marmo bianco e nella parte centrale si possono vedere due angeli incisi a destra e sinistra. La tela rappresenta Gesù in piedi su una nuvola, vestito con una tunica rossa e un mantello blu, all'altezza del petto è presente un cuore, simbolo delle ferite che i peccati degli uomini continuano a fargli, che emana una luce che si propaga nel dipinto. Intorno a Gesù nel cielo sono presenti 11 angeli che lo ammirano, 5 raffigurati come bambini nella parte inferiore e 6 raffigurati come adulti nella parte superiore del dipinto. Gli angeli nella parte inferiore sono raffigurati senza vestiti, invece, gli angeli nella parte superiore indossano tuniche di colori diversi. Dietro a Gesù è presente un'altra luce che si propaga intorno a lui.

##### Entrata laterale destra
Al disopra del portone ligneo è ospitato il busto di monsignor Rostirola realizzato dal prof.Paolo Boldrin di Padova. L'opera, e relativa lapide, vennero realizzate nel 1955, quando si decise di trasferire in chiesa, dal cimitero comunale, le ossa del prelato. La cosa poi non ebbe seguito.

##### Altare di Sant'Antonio
L'altare della prima metà del 900 è dedicato a sant'Antonio di Padova.
L'altare presenta identiche fattezze di quello di San Giuseppe, se non per i colori dei marmi, posto specularmente sulla parete sinistra.
Nella tela, il Santo è in piedi su una nuvola circondato da angeli, sovrastando la cittadina di Camposampiero, con la presenza nell'angolo in basso a destra della chiesa stessa e della torre civica.

#### Parete sinistra
A partire dall'entrata principale è possibile trovare:
- confessionale
- altare del crocifisso
- confessionale
- altare della Madonna di Fatima e Pala della Madonna in gloria
- altare della Madonna della Salute
- altare di San Giuseppe

##### Confessionale
Appena entrati in chiesa, sulla sinistra è presente uno dei due confessionali lignei risalenti all'Ottocento, un tempo presenti in posizione speculare sulle due pareti.

##### Altare del crocefisso
È l'altare più antico oggi presente nella chiesa, nonché l'unico (ad esclusione dell'altare maggiore) ad avere mantenuto la sua composizione originale nel passaggio alla nuova chiesa. La struttura, di maestranze venete, viene fatta risalire al 1730 circa,  ed era originariamente ospitata nella vecchia chiesa (1717-1940). Il trasferimento nella nuova chiesa fu completato il 7 settembre 1940.
L'altare presenta paliotto, dossale, tre statue acroteriali e tabernacolo. In esso si alternano i colori dei marmi bianco e nero, anche se prevalgono quelli neri nelle due colonne con capitelli corinzi, a simboleggiare il senso di morte, di lutto.
Entro una nicchia, è presente la statua di Gesù in legno finto marmo, in croce con il capo reclinato e la ferita al costato appare di un raccolto equilibrio anatomico e compositivo. Sulla cimasa, un angelo in piedi; due angeli stanno distesi ai lati, in mano hanno: uno, il calice; il secondo, una colonna e la spugna, strumenti della passione.
Il paliotto in marmi policromi presenta ai lati due snelle anfore con tulipani bianchi dai rami verdi; al centro motivi floreali con frutti e uccelli variopinti contornano una croce affiancata da due angioletti adoranti.
Varie tessere colorate andarono perdute durante il trasferimento nella chiesa attuale.
La confraternita del Santissimo Crocifisso, venerante questo altare,venne istituita nel 1727. L'indulgenza plenaria era concessa con decreto del Papa Benedetto XIV a favore dei membri della confraternita per la domenica successiva alla festa dell'Esaltazione della Santa Croce (14 settembre).
Una struttura in legno, nota come "Apparato per il Santo Sepolcro", veniva collocata su questo altare fino agli anni 2000, per la liturgia della Messa in cena Domini e del Venerdì santo: la struttura era costituita da una croce nera posta davanti ad una tenda rossa a copertura del crocifisso: posta al di sotto, una piccola urna sepolcrale bianca atta a contenere il Santissimo Sacramento e due candelabri bianchi a cinque bracci.

##### Altare della Madonna di Fatima
L'altare appartiene alla commissione di tre altari (altare del Sacro Cuore, Madonna di Fatima e San Giuseppe) del 1942 ai marmisti Menini di Villarazzo e realizzato per mezzo delle offerte delle famiglie parrocchiane. Le tre relative pale vennero composte su tela dal pittore Teodoro Licini di Padova nel 1944.
L'altare è di identiche fattezze di quello del Sacro Cuore (speculare, nella parete destra), se non per i colori dei marmi.
La tela dedicata alla Madonna di Fatima è oggi coperta dalla Pala della Madonna in Gloria.

###### Pala della Madonna in Gloria
L'altare della Madonna di Fatima, ospita oggi quella che è la pala più antica e pregevole della chiesa: la Madonna con il bambino in trono e i santi Pietro, Caterina d'Alessandria, Cosma, Paolo e Damiano, chiamata anche Madonna in Gloria. 
L'opera, del secondo Cinquecento veneto (dipinta intorno al 1576), è attribuibile al pittore trentino Ermanno Armani. 
La tela fu collocata sopra l'altare maggiore per più di 350 anni, nelle vecchie chiese 1470-1717 e 1717-1940, ora demolite. Con la costruzione del nuovo tempio (1940), la tela venne avvolta in un rullo e messa in deposito fino al 1983, quando venne affissa sulla controfacciata della chiesa.
Nel 2019, dopo un'opera di profondo restauro, la tela venne affissa nella posizione attuale, presso l'altare dedicato alla Madonna di Fatima.
A partire da sinistra, nell'opera sono rappresentati, secondo gli studiosi: il possibile committente dell'opera, San Pietro, Santa Caterina d'Alessandria, la Madonna, San Giovannino con agnello e San Paolo. L'identificazione degli ultimi due santi è più incerta, essi si assumono essere San Cosma e San Damiano ai quali, come per Santa caterina, era dedicato un altare nella vecchia chiesa (1470-1717).
Nella vecchia chiesa (1717-1940), la tela era contornata dalla cornice oggi posta presso l'altare della Madonna della Salute.

##### Altare della Madonna della Salute
L'altare dedicato alla Madonna della Salute è costituito da elementi di diversa origine e provenienza.
Statua ed edicola provengono dalla vecchia chiesa (1717-1940).
L'edicola deriva dall'altare dedicato alla Madonna del Carmine (1834-1867 circa).
La statua, in cartapesta, venne acquistata da Mons.Gallina all'esposizione di Parigi del 1888.
Un cartiglio ai piedi della statua ricorda come essa venne benedetta da papa Pio IX il 7 settembre 1872.
Edicola e statua, assieme, andarono a costituire, successivamente, l'altare della Madonna della salute o Nostra Signora del Sacro cuore (1887-1909 circa), sempre della vecchia chiesa (1717-1940).
Nel 1940 entrambi vennero trasferiti nel nuovo edificio. La struttura del vecchio altare venne adibita ad altare di San Pietro, ospitato oggi nella parete destra dell'attuale chiesa.
La statua venne invece collocata nel nuovo altare dedicato alla Madonna della salute.
La statua è inserita in un baldacchino esagonale sorretto da sei tortili e colonne in legno dorato, raccolte alla sommità da una cuspide sovrastata da un angelo. Il baldacchino poggia su un alto piedistallo in legno.
La cornice verde e oro sulla parete alle spalle dell'altare, incorniciava, nella vecchia chiesa (1717-1940), la tela Madonna con bambino in trono e i santi Pietro, Caterina d'Alessandria, Cosma, Paolo e Damiano o Madonna in gloria, oggi ospitata presso l'altare della Madonna di Fatima.

##### Altare di San Giuseppe
L'altare appartiene alla commissione di tre altari (altare del Sacro Cuore, Madonna di Fatima e San Giuseppe) del 1942 ai marmisti Menini di Villarazzo e realizzato per mezzo delle offerte dei devoti. Le tre relative pale vennero composte su tela dal pittore Teodoro Licini di Padova nel 1944.
L'altare è di identiche fattezze di quello di Sant'Antonio (speculare, nella parete destra), se non per i colori dei marmi.
Nella tela si può vedere Gesù bambino che sta tenendo per mano San Giuseppe. Il paesaggio intorno a loro è pianeggiante con montagne sullo sfondo. Le due figure stanno camminando a piedi nudi su scale di pietra e sono ritratti mentre stanno per scenderle. San Giuseppe indossa una tunica verde con sopra un mantello giallo tendente all'arancione, Gesù bambino, invece, indossa un vestito roseo con sotto un vestito bianco, di cui si vedono le maniche, il tutto stretto con una fascia azzurra.